# تبلیغاتچی
تبلیغاتچی ها کسانی هستند که امور تبلیغات یک سازمان یا مجموعه را به عهده می گیرند. به آنها مدیران یا مسئولین تبلیغات نیز گفته میشود. این عنوان بیشتر در کتابهای دیوید آگیلوی نویسنده توانای صنعت تبلیغات به چشم میخورد.
تبلیغاتچی‌ها با استفاده از هنر خود به اجرای تبلیغات میپردازند. این گروه بیشتر با همکاری روابط عمومی به کارهای ستادی و اجرایی جهت اطلاع رسانی می پردازند. برگزاری نمایشگاهها، نظارت چاپ، طراحی و اجرای کمپین‌های تبلیغاتی و سایر موارد از وظیفه این گروه پر تلاش میباشد.